# Борис, Василий Иванович
Василий Иванович Борис — советский хозяйственный и политический деятель.

## Биография
Родился в деревне Огородники Баранавичского района. Окончил Барановичский педагогический институт (1954), Брестский педагогический институт (1959), Минскую высшую партийную школу (1965), Академию общественных наук при ЦК КПСС (1976).
С 1954 года — учитель, с 1957 года — директор Загорской СШ Пружанского района.
С 1959 года — первый секретарь Пружанского райкома ЛКСМБ, с 1962 года — секретарь парткама, заместитель председателя колхоза имени М. Калинина Пружанского района Брестской области.
В 1965—1967 годах — заведующий отделом, второй секретарь Пружанского райкома КПБ.
С 1968 года — директор Пружанского совхоза-техникума.
С 1976 года — первый секретарь Ивановского райкома КПБ.
С 1980 года — секретарь, с 1984 года — второй секретарь Брестского обкома КПБ.
С 1986 года — заведующий отделом организационно-партийной работы, с 1988 года — заведующий отделом организационной, партийной и кадровой работы ЦК КПБ.
Избирался депутатом Верховного Совета Белорусской ССР 10-11-го созывов, народным депутатом Беларуси (1990—1995). Делегат XXVII съезда КПСС и XIX партконференции.
Умер в Бресте в 1998 году.

## Награды
- Орден Трудового Красного Знамени (дважды)
- Орден Знак Почёта